# Simen Spieler Nilsen
Simen Spieler Nilsen (ur. 4 sierpnia 1993 w Arendal) – norweski łyżwiarz szybki, zawodnik klubu Arendal Skøiteklub, dwukrotny medalista mistrzostw świata.
Simen Spieler Nilsen w 2010 roku wystąpił na mistrzostwach świata juniorów w łyżwiarstwie szybkim w wieloboju w Moskwie, podczas których zdobył złoto w biegu drużynowym. W 2013 roku wystąpił na mistrzostwach świata w wieloboju w Soczi – indywidualnie zajął 15. miejsce, a w biegu drużynowym 5. miejsce. W 2014 roku wystąpił na zimowych igrzyskach olimpijskich w Soczi, gdzie zajął 25. miejsce w biegu na 5000 metrów. Na rozgrywanych dwa lata później dystansowych mistrzostwach świata w Kołomnie zdobył srebrny medal w biegu drużynowym. W tej samej konkurencji był też trzeci podczas dystansowych mistrzostw świata w Gangneung w 2017 roku.
Od 2013 związany z łyżwiarką szybką Hege Bøkko.